# Mátraverebély
Mátraverebély – wieś i gmina w północnej części Węgier, w pobliżu niewielkiego miasta Bátonyterenye. Gmina liczy 2068 mieszkańców (styczeń 2011) i zajmuje obszar 18,4 km².
Miejscowość leży na obszarze Średniogórza Północnowęgierskiego, kilkanaście kilometrów od granicy ze Słowacją. Administracyjnie należy do powiatu Bátonyterenye, wchodzącego w skład komitatu Nógrád.